# 悬垂黄耆
悬垂黄耆（学名：Astragalus dependens）是豆科黄芪属的植物，为中国的特有植物。分布在中国大陆的甘肃等地，生长于海拔1,000米至2,000米的地区，见于向阳山坡和砂石田中，目前尚未由人工引种栽培。

## 异名
- Astragalus aurantiacus Hand.-Mazz.
- Astragalus dependens Bunge var. aurantiacus (Hand.-Mazz.) Y. C. Ho
- Astragalus dependens Bunge var. flavescens Y. C. Ho